# Jezična tonzila
Jezični krajnik ili jezična tonzila (lat. tonsilla lingualis) je naziv za nakupinu limfnog tkiva smještenu na korijenu jezika.
Jezična tonzila sastoji se od limfnih čvorića, prekrivenih mnogoslojnim pločastim epitelom koji plitko ulazi i oblikuje plitke kripte.
Jezična tonzila zajedno sa ždrijelnom tonzilom, tubarnim tonzilama i nepčanim tonzilama čine limfnog prstena ždrijela (lat. annulus lymphaticus Waldeyer).